# Carmen Belloch
María del Carmen Belloch López (* 9. Januar 1953 in Valencia; † 13. Mai 2013 in Madrid) war eine spanische Schauspielerin und Synchronsprecherin.

## Leben und Wirken
Carmen Belloch wuchs gemeinsam mit ihrem älteren Bruder, dem Regisseur und Drehbuchautor Enrique Belloch (* 1946), in Valencia auf.
Nach ihrem Schulabschluss zog sie Ende der 1960er-Jahre nach Madrid, wo sie fortan wohnte und bis 1973 an einer Schauspielschule ihre professionelle Schauspielausbildung absolvierte. Von 1974 bis 2012 wirkte Belloch als Schauspielerin vor der Kamera in mehr als 30 Film-und-Fernsehproduktionen mit. Oftmals war sie in Nebenrollen besetzt, später allerdings spielte sie auch Hauptrollen. Eine ihrer letzten Rollen spielte sie im Jahr 2012 als Krankenschwester in dem Film Blancanieves. Zudem war sie auch als Synchronsprecherin für Zeichentrickfilme aktiv und lieh dabei in spanischer Sprache unter anderem Figuren in Arielle, die Meerjungfrau oder in Yu-Gi-Oh! GX ihre Stimme.
Belloch starb im Mai 2013 im Alter von 60 Jahren in einem Krankenhaus in Madrid an den Folgen einer Krebserkrankung.

## Filmografie (Auswahl)
- 2002–2009: Hospital Central (Fernsehserie, 4 Folgen)
- 2003: Die Torremolinos Homevideos
- 2007: Patient 33
- 2012: Blancanieves